# Trooping the Colour
Trooping the Colour (« salut aux couleurs » en français, à l'origine « ralliement au drapeau ») est un rassemblement militaire datant de 1748 et visant à célébrer l'anniversaire officiel du souverain britannique. Cette parade a lieu à Horse Guards Parade, chaque année au cours du deuxième samedi du mois de juin. 

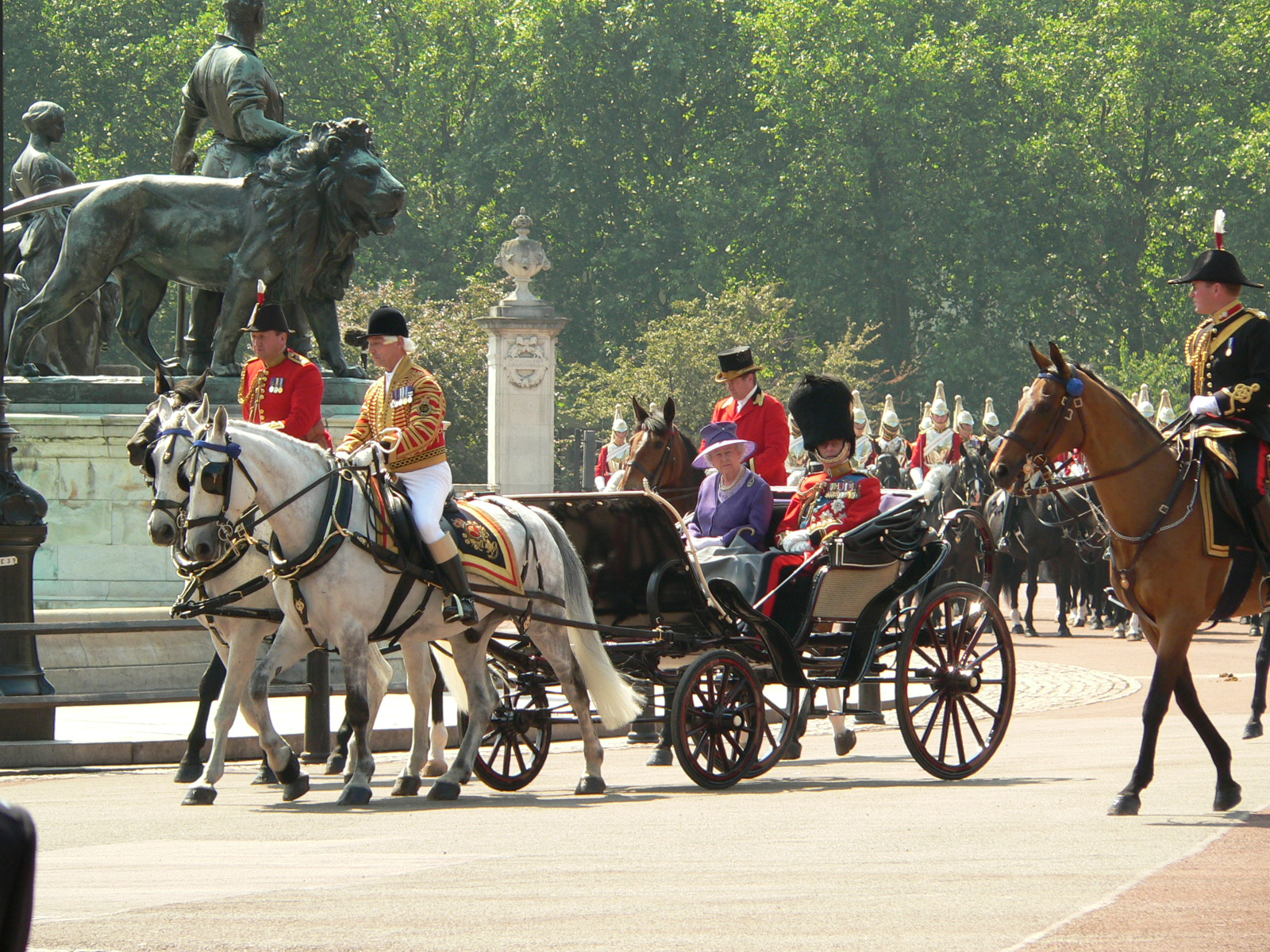
La reine Élisabeth II et le duc d'Édimbourg se rendant au Trooping the Colour, en 2006.

Elle est généralement précédée, quelques jours auparavant, par une Beating Retreat (« retraite aux tambours ») regroupant les musiques montées et à pied de la Garde royale.

## Au Royaume-Uni

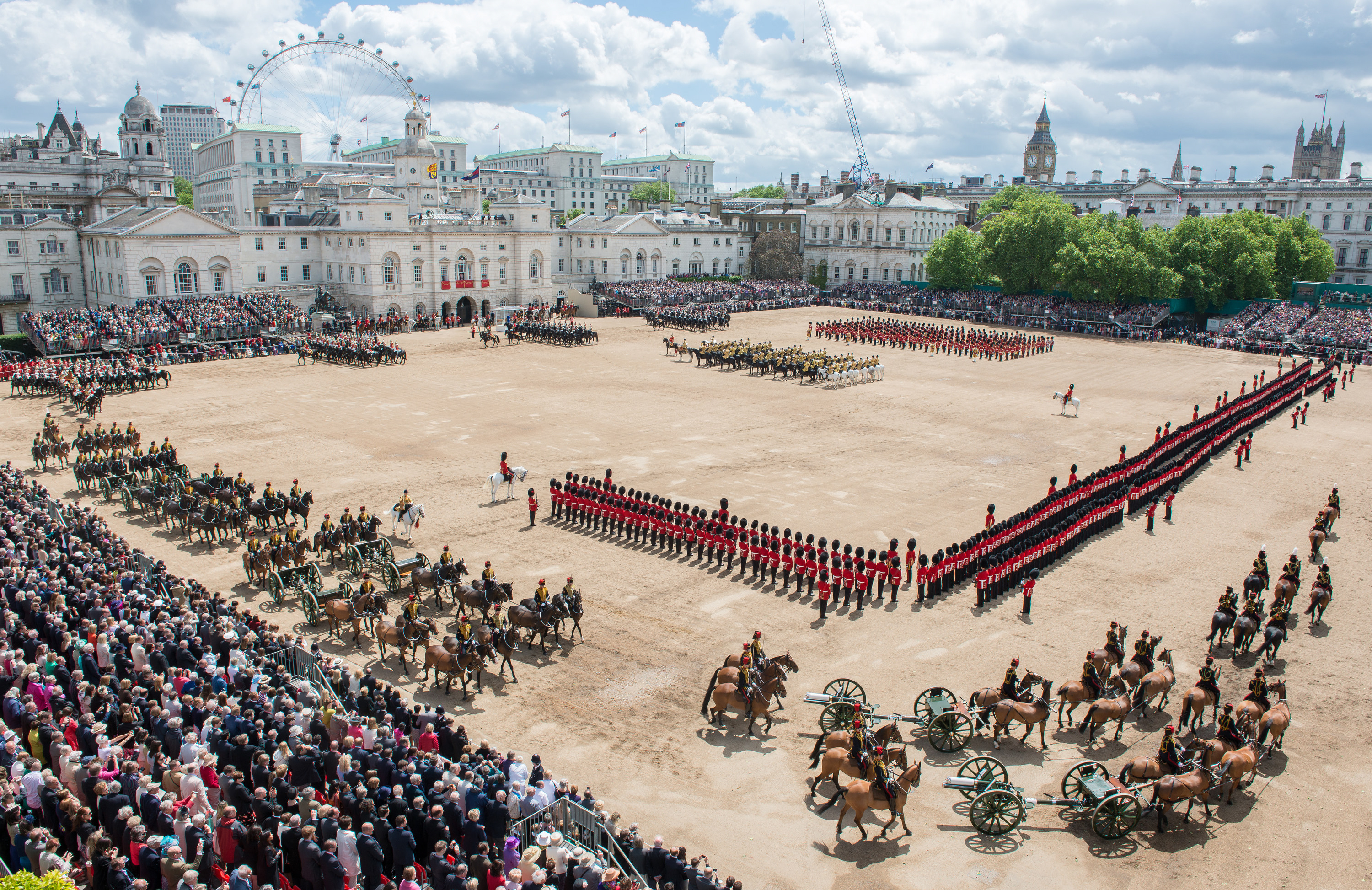
Cérémonie du Trooping the Colour au Horse Guards Parade, en 2013.

Au Royaume-Uni, le Trooping the Colour est également connu sous le nom de The King's [Queen's] Birthday Parade (« la parade d'anniversaire du roi [de la reine] »). Il est exécuté chaque année depuis 1820, sauf en cas de mauvais temps, de deuil national ou encore de circonstances exceptionnelles.
Le Trooping the Colour permet aux troupes britanniques issues de la Household Division, mais également à la population présente de rendre un hommage fastueux au monarque.
La reine Élisabeth II a assisté à chaque Trooping the Colour de son règne, à l'exception toutefois de 1955, lorsque l'événement est annulé en raison d'une grève des cheminots. Le 13 juin 1981, alors que la reine descend The Mall sur son cheval, six coups de feu à blanc sont tirés en sa direction par un jeune de 17 ans, Marcus Sarjeant. En 2020 et 2021, des cérémonies modifiées ont lieu au château de Windsor à cause de la pandémie de Covid-19.
Habituellement, la reine se rendait à cheval à la revue des troupes, du palais de Buckingham jusqu'à Horse Guards Parade. Elle cesse de le faire en 1987, préférant s'y rendre en landau (lorsque la météo est bonne) ou en carrosse (lorsqu'il pleut ou que la météo est douteuse).

## Dans le Commonwealth
En Australie, le Trooping the Colour est exécuté chaque année par les élèves du collège militaire royal de Duntroon, en présence du gouverneur général d'Australie, représentant du monarque dans le pays. La cérémonie se déroulait autrefois sur le terrain de parade du collège et a aujourd'hui lieu sur les rives du lac Burley Griffin.
Au Canada, la cérémonie d'anniversaire du souverain a lieu sur la colline du Parlement, le jour de la fête de Victoria.